# Renato Avellani
Renato Avellani (Genova, 19 settembre 1922 – ...) è stato un calciatore italiano, di ruolo difensore o centrocampista.

## Caratteristiche tecniche
Ha giocato come mediano e come terzino sinistro.
ha giocato come terzino, poi libero.
Ha iniziato l'attività calcistica nella Rivarolese, poi un anno nella Vogherese. Quindi nel Messina per terminare nella Pistoiese.

## Carriera
In gioventù ha giocato con la Novese, fino al 1942.
Ha militato nel Messina tra il 1948 ed il 1955. Con i siciliani ha disputato 179 partite, di cui 125 in Serie B e 54 in Serie C. Prima di approdare al Messina, aveva militato nella Rivarolese e Vogherese.

## Palmarès

### Club

#### Competizioni nazionali
- Serie C: 1

Messina: 1949-1950

#### Competizioni regionali
- Prima Divisione: 1

Novese: 1941-1942